# Octave Gréard

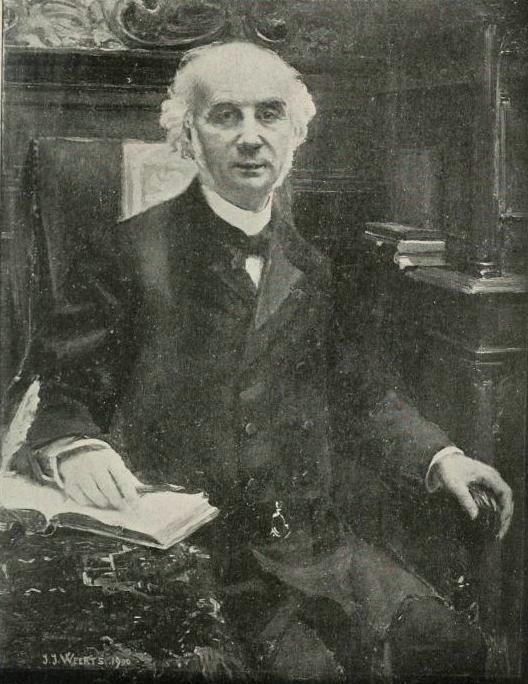
Octave Gréard, 1901

Octave Gréard (* 18. April 1828 in Vire; † 25. April 1904 in Paris) war ein französischer Pädagoge und Mitglied der Académie française. Er gehört zu den wichtigsten Gestaltern des unter Jules Ferry geschaffenen Grundschulsystems.

## Leben
Octave Gréard studierte nach dem Schulbesuch in Versailles ab 1849 an der  École normale und bestand 1855 die Agrégation im Fach Lettres. Er unterrichtete an Gymnasien in Metz, Versailles und Paris und qualifizierte sich gleichzeitig in der Forschung. 1865 habilitierte er sich an der Sorbonne zum Docteur ès lettres mit Arbeiten über die Moral bei Plutarch und die Literaturkritik bei Seneca. Da er aufgrund einer Erkrankung stimmlich nicht in der Lage war, Vorlesungen zu halten, machte ihn Unterrichtsminister Victor Duruy im gleichen Jahr zu einem der Inspektoren des Grundschulwesens im Département Seine (Paris). Unter Unterrichtsminister Jules Simon stieg er 1870 zum leitenden Direktor auf und blieb es bis 1879 (Nachfolger: Ferdinand Buisson). Jules Ferry berief ihn 1879 zum Leiter des gesamten Universitäts- und Schulwesens von Paris (offizieller Name: Vize-Rektor der Académie de Paris, wo mit académie ein Territorium der Unterrichtsverwaltung gemeint ist), was er bis 1902 blieb (Nachfolger: Louis Liard, 1846–1917).
Als der Universitätsgelehrte Gréard 1865 mit der Realität des niederen Unterrichtswesens konfrontiert wurde, erwachte in ihm ein pädagogischer Reformgeist, in dem er schon im Zweiten Kaiserreich von Duruy und Haussmann unterstützt wurde, der sich aber vollends in der Dritten Republik dank der Minister Jules Simon, Jules Ferry und  René Goblet entfalten konnte. Mit Unterstützung des 13 Jahre jüngeren Ferdinand Buisson schuf Gréard das im öffentlichen Gedächtnis Frankreichs Jules Ferry zugeschriebene leistungsfähige Schulwesen, dessen emblematische Vertreter, der Instituteur (Schullehrer) als „Hussard noir de la République“ (Schwarzer Husar der Republik, Bezeichnung nach Charles Péguy), aber auch die Institutrice (Schullehrerin), als „Missionare der Revolution“ ausgebildet und ins Volk geschickt wurden, wo sie sich oft genug gegen die hinter dem Ortspfarrer stehende klerikale Partei behaupten mussten.
Zur Reformpädagogik gehörten für Gréard die allgemeine Schulpflicht (auch für Mädchen), Kostenfreiheit, Laizisierung, gestufter Unterrichtsplan mit Abschlussprüfung, Ausrichtung am mittleren Leistungsniveau, Schaffung von Ausbildungsstätten für Lehrer und Lehrerinnen (Écoles normales für Männer und Frauen getrennt), Bau von Schulen (85 allein durch Gréard), Lehrlingsausbildung. Sein Prinzip lautete: Nicht möglichst viel lernen, sondern möglichst gut lernen! (« L'objet des études primaires n'est pas de beaucoup apprendre, mais de bien apprendre. »), was auf Montaigne zurückging, der geschrieben hatte: Mieux vaut une tête bien faite qu’une tête bien pleine. Jules Ferry soll zu ihm gesagt haben: „Sie sind Frankreichs Oberlehrer“ (Vous êtes le premier instituteur de France)!
Außerhalb des Grundschulwesens war Gréards größte Leistung der Neubau der Sorbonne 1884–1901. Im Sekundarschulbereich darf er die Schaffung von Mädchengymnasien für sich in Anspruch nehmen (Gesetz Camille Sée von 1880).
Gréard wurde 1875 in die Académie des sciences morales et politiques (Sektion 2, Sitz Nr. 7) gewählt und 1886 in die Académie française (Sitz Nr. 34). In letzterer folgte er auf Alfred de Falloux, den Schöpfer des klerikal gesteuerten Privatschulwesens.
Gréard starb 1904 im Alter von 76 Jahren. In Paris und Vire tragen Straßen seinen Namen. In Paris (Square Paul-Painlevé) wurde ihm 1909 ein Denkmal errichtet. Im 8. Arrondissement ist das Collège Octave Gréard nach ihm benannt.

## Werke (Auswahl)
- De la morale de Plutarque. Hachette, Paris 1866. (7 Auflagen, zuletzt 1912)
- L’Éducation des femmes par les femmes. Etudes et portraits. Hachette, Paris 1886.
- Éducation et instruction. 4 Bde. Hachette, Paris 1887.
- Edmond Schérer. Hachette, Paris 1890.
- (Hrsg.) La législation de l'instruction primaire en France depuis 1789 jusqu'à nos jours. Recueil des lois, décrets, ordonnances, arrêtés, règlements, décisions, avis, projets de lois, avec introduction historique et table analytique. 2. Auflage. 7 Bde. Delalain, Paris 1890–1902.
- Nos adieux à la vieille Sorbonne. Hachette, Paris 1893.
- Prévost-Paradol. Hachette, Paris 1894. (Lucien-Anatole Prévost-Paradol)
- Jean-Louis-Ernest Meissonier. Hachette, Paris 1897.
  - (englisch) New York 1897.